# 체육관로 (인천)
체육관로(Cheyukgwan-ro)는 인천광역시 부평구 삼산동에 있는 도로로, 총 연장은 1.888 km이다. 그리고 중간 경유지 중 일부가 부천시 상동에 있는 특이한 도로이기도 하다.

## 유래
도로의 명칭이 유래된 것은 해당 공공시설명인 삼산월드체육관을 이용하여 명명되었다.

## 역사
- 2009년 10월 19일 : 도로명으로 체육관로를 고시

## 주요 경유지
- 부평구
  - 삼산2동

## 접촉하는 도로
- 장제로
- 충선로
- 수변로
- 굴포로
- 평천로

## 주변 건물 및 시설
- 삼산지구 복합시설 (체육관로 14/삼산동 462-1)
- 대경프라자 (체육관로 18/삼산동 462-3)
- 유림프라자 (체육관로 20/삼산동 462-4)
- 청호빌딩 (체육관로 24/삼산동 462-5)
- 삼산타운 (체육관로 27/삼산동 453-1)
- 삼산동 이리옴프라자 (체육관로 30/삼산동 459-1)
- 하이존 (체육관로 32/삼산동 459-2)
- 삼산동 이리옴프라자2 (체육관로 34/삼산동 459-3)
- 세원빌딩 (체육관로 38/삼산동 459-4)
- 신영프라자 (체육관로 40/삼산동 459-5)
- 삼산타운 (체육관로 57/삼산동 454-13)
- 삼산월드체육관 (체육관로 60/삼산동 458-1)
- 부평구 청소년수련관 (체육관로 76/삼산동 458-2)
- 월드와이드교회 (체육관로 82/삼산동 458-3)
- 주공삼산타운아파트 (체육관로 111/삼산동 456-8)
- 인천영선고등학교 (체육관로 179/삼산동 448-5)